# Ligne Kūkō
 (août 2016).
Si vous disposez d'ouvrages ou d'articles de référence ou si vous connaissez des sites web de qualité traitant du thème abordé ici, merci de compléter l'article en donnant les références utiles à sa vérifiabilité et en les liant à la section « Notes et références ».
La ligne Kūkō (空港線, Kūkō-sen, « ligne de l'aéroport ») est une ligne du métro de Fukuoka au Japon. Officiellement la ligne 1 du réseau, elle relie les stations Meinohama et Aéroport de Fukuoka. Longue de 13,1 km, elle traverse Fukuoka selon un axe est-ouest en passant par les arrondissements de Nishi, Sawara, Chūō et Hakata. Sur les cartes, la ligne est identifiée avec la lettre K et sa couleur est orange.
Comme les deux autres lignes du métro de Fukuoka, les stations sont équipées de portes palières et les rames sont opérées automatiquement. Les trains de la ligne ferroviaire Chikuhi de JR Kyushu – qui empruntent aussi la ligne – sont cependant opérées manuellement. 

## Histoire
Le premier tronçon de la ligne Kūkō est ouvert au public le 26 juillet 1981 entre les stations Muromi et Tenjin. En 1983, la ligne est prolongée jusqu'à la station Meinohama vers l'ouest et jusqu'à Hakata vers l'est. La ligne dessert l'aéroport de Fukuoka depuis le 3 mars 1993.

## Caractéristiques

### Ligne
- Écartement : 1 067 mm
- Alimentation : 1 500 V par caténaire
- Vitesse maximale : 75 km/h

### Tracé
|  |

### Interconnexions
La ligne est interconnectée avec la ligne Chikuhi de la JR Kyushu à la station Meinohama. Les trains de cette ligne utilisent l'entièreté de la ligne Kūkō jusqu'à la station Aéroport de Fukuoka. Certains trains de la ligne Hakozaki empruntent la ligne Kūkō entre les stations Nakasu-Kawabata et Meinohama.

### Liste des stations

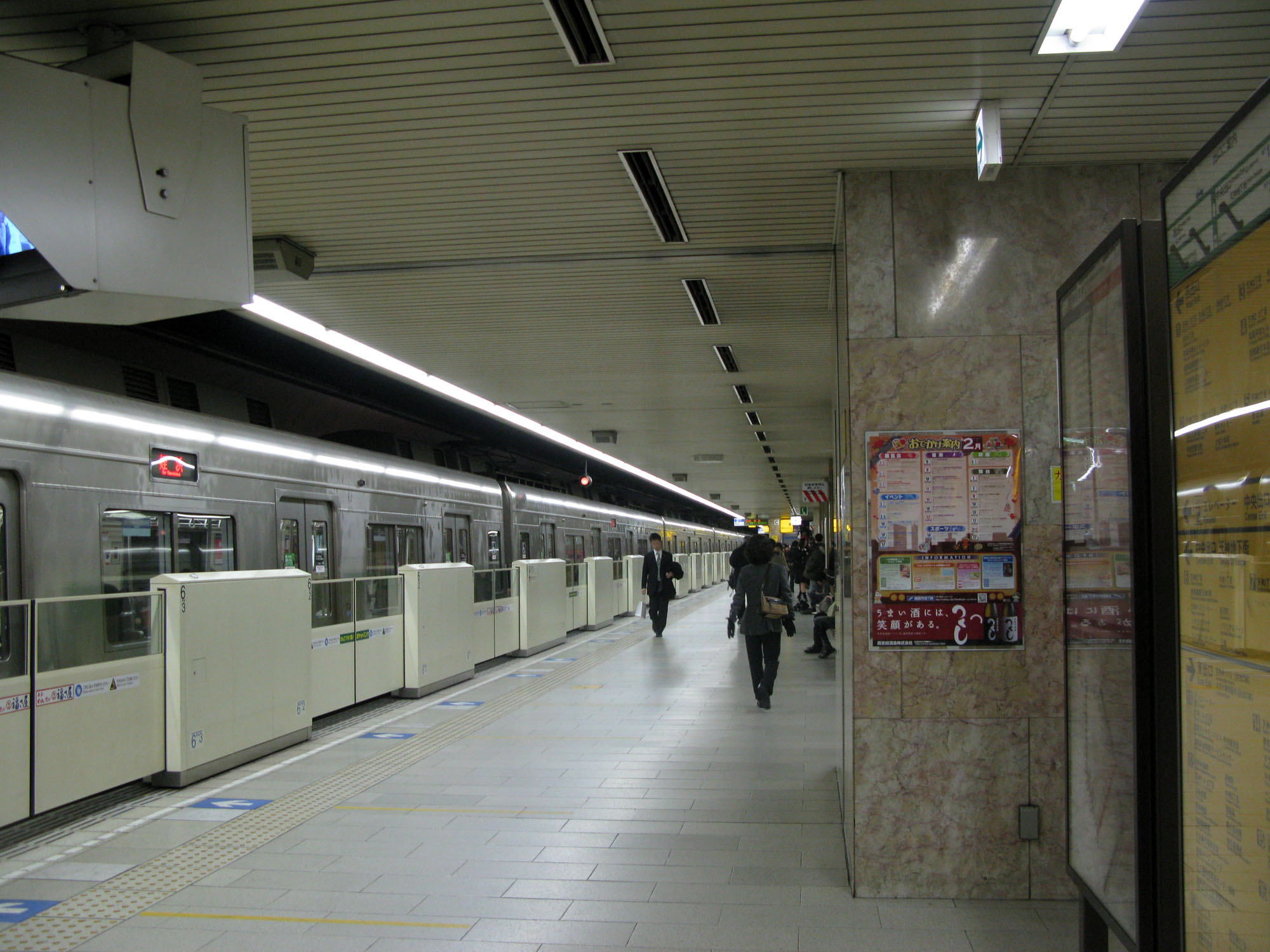
La station Tenjin.

La ligne Kūkō comporte 13 stations, identifiées de K01 à K13.
| Numéro | Station             | Nom japonais | Distance (km) | Correspondances | Arrondissement |
| ------ | ------------------- | ------------ | ------------- | --- | -------------- |
| K01    | Meinohama           | 姪浜         | 0             | JR Kyushu : Chikuhi (interconnexion)                                                                                            | Nishi          |
| K02    | Muromi              | 室見         | 1,5           | | Sawara         |
| K03    | Fujisaki            | 藤崎         | 2,3           | | Sawara         |
| K04    | Nishijin            | 西新         | 3,4           | | Sawara         |
| K05    | Tojinmachi          | 唐人町       | 4,6           | | Chūō           |
| K06    | Ohorikoen           | 大濠公園     | 5,4           | | Chūō           |
| K07    | Akasaka             | 赤坂         | 6,5           | | Chūō           |
| K08    | Tenjin              | 天神         | 7,3           | Métro de Fukuoka : Nanakuma (à Tenjin-Minami) Nishitetsu : Tenjin Ōmuta (à Nishitetsu Fukuoka (Tenjin))                         | Chūō           |
| K09    | Nakasu-Kawabata     | 中洲川端     | 8,1           | Métro de Fukuoka : Hakozaki (interconnexion)                                                                                    | Hakata         |
| K10    | Gion                | 祇園         | 9,1           | | Hakata         |
| K11    | Hakata              | 博多         | 9,8           | Métro de Fukuoka : Nanakuma JR Kyushu : Kyūshū Shinkansen, Kagoshima, Fukuhoku Yutaka JR West : Sanyō Shinkansen, Hakata-Minami | Hakata         |
| K12    | Higashi-Hie         | 東比恵       | 11,0          | | Hakata         |
| K13    | Aéroport de Fukuoka | 福岡空港     | 13,1          | | Hakata         |

## Matériel roulant

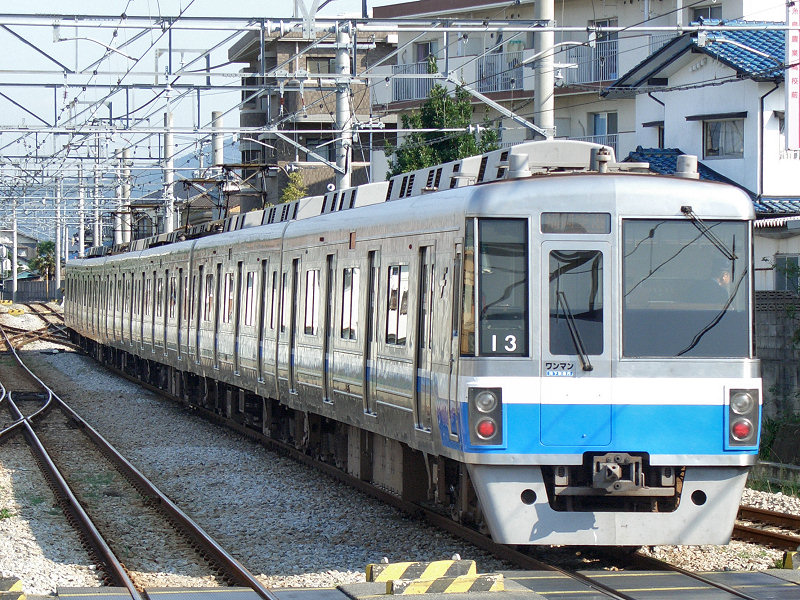
Série 1000
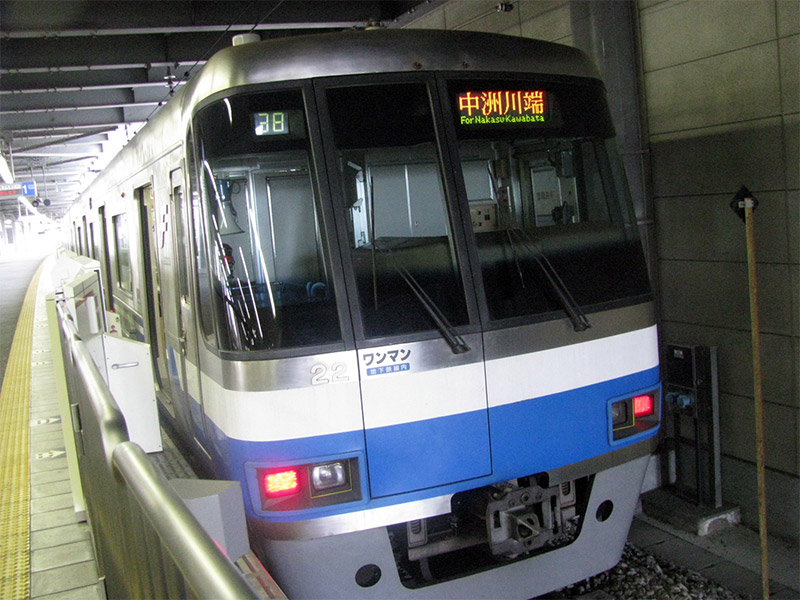
Série 2000
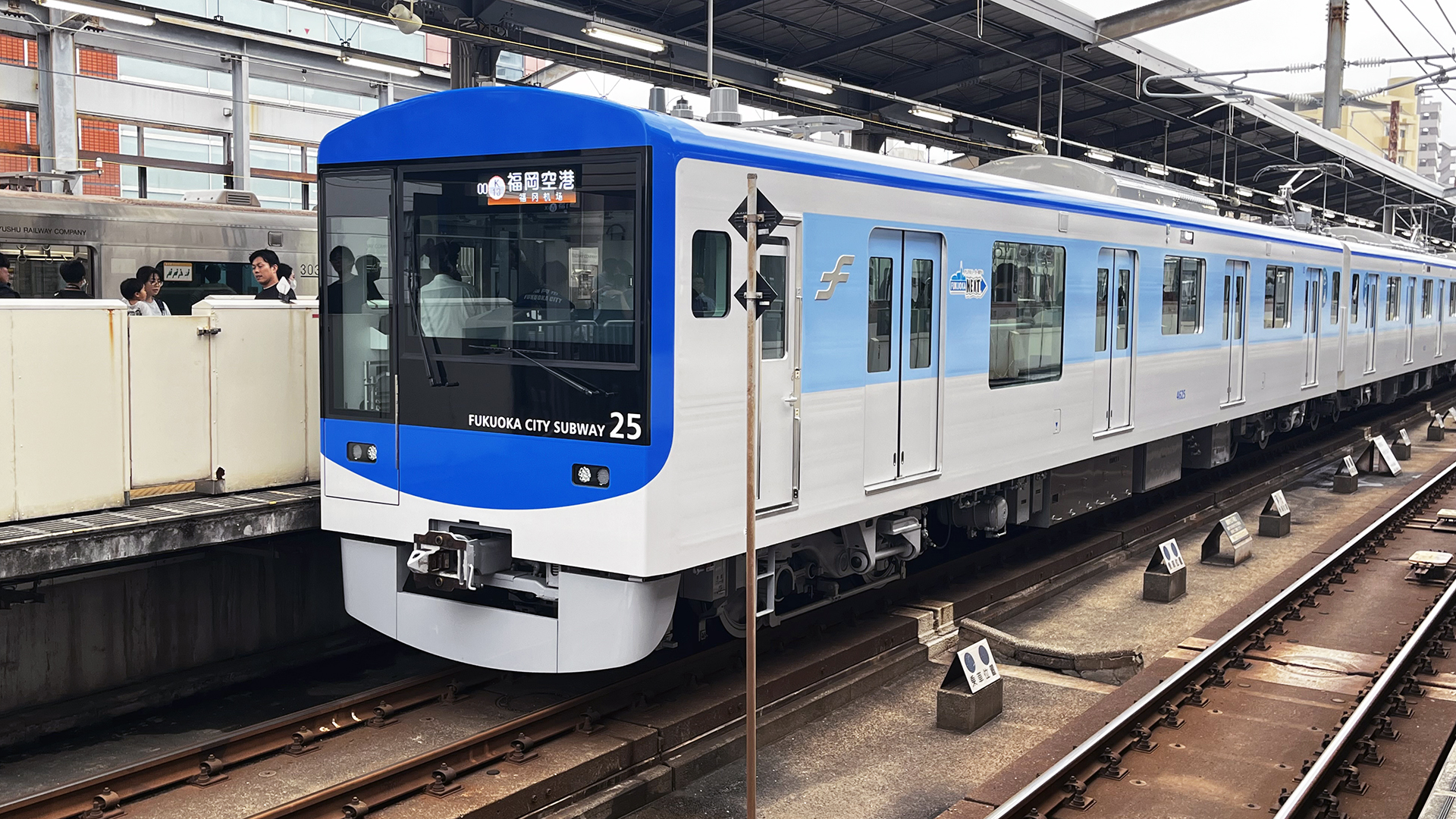
Série 4000
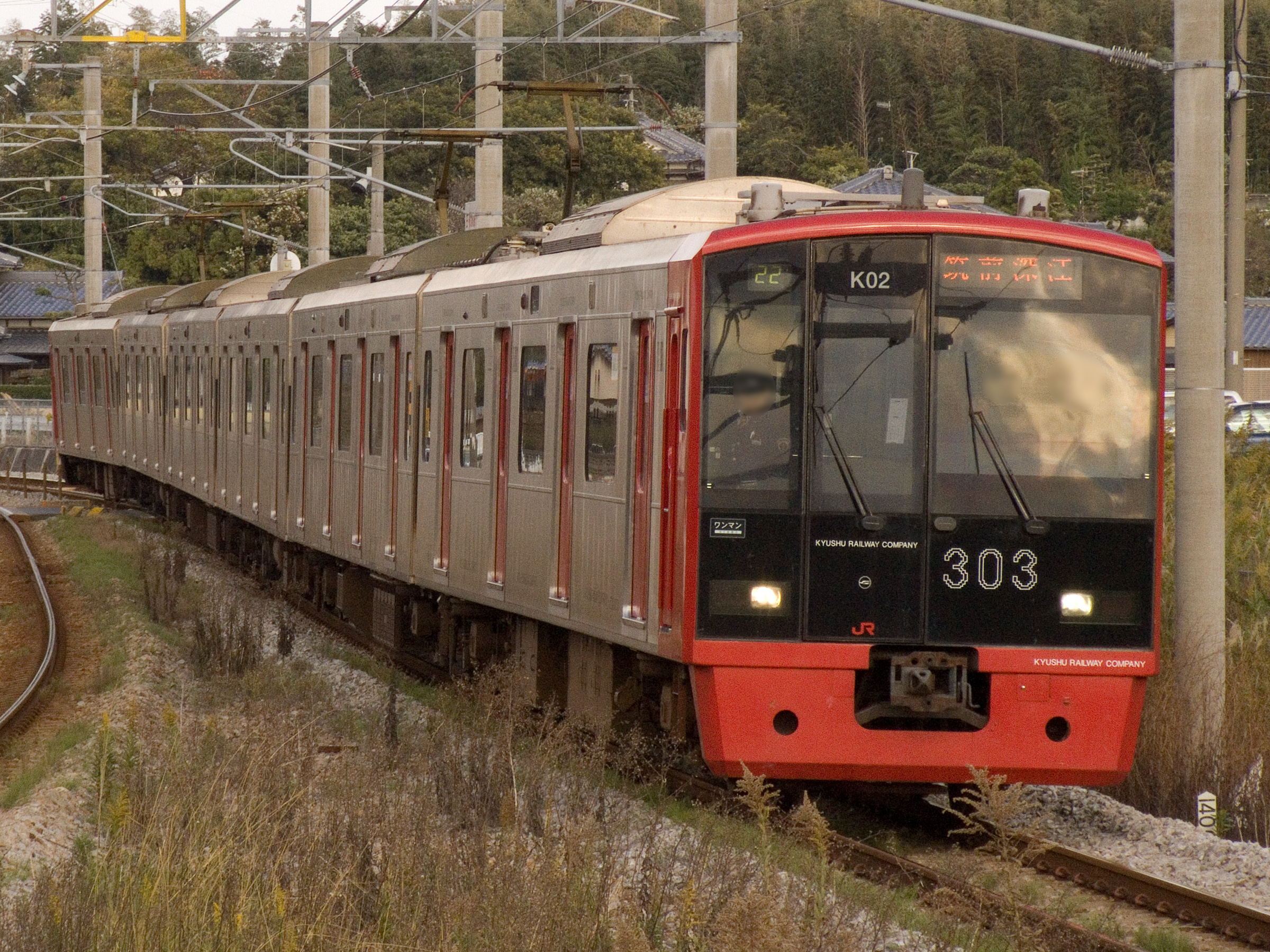
JR Kyushu série 303
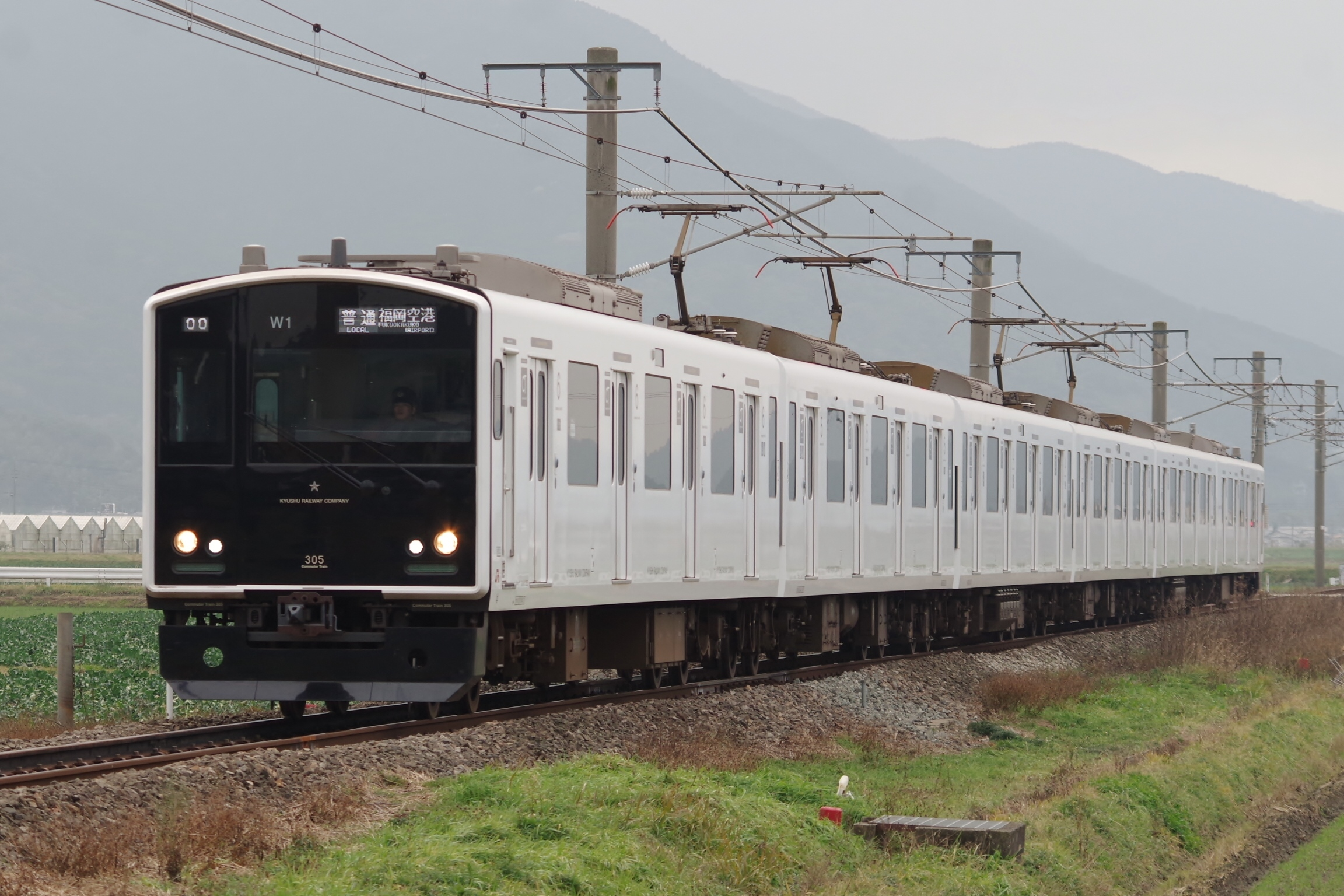
JR Kyushu série 305